# Partito Ba'th
Il Partito del Risorgimento Arabo Socialista (in arabo حزب البعث العربي الاشتراكي‎?, Ḥizb al-Baʿth al-ʿArabī al-Ishtirākī), meglio noto come Partito Baʿth Arabo Socialista o più semplicemente Baʿth (in arabo البعث‎?, al-Baʿth, ossia il Risorgimento), è stato un partito politico panarabo, fondato nel secondo dopoguerra dai siriani Michel ʿAflaq e Ṣalāḥ al-Dīn al-Bīṭār.

## Storia

### Prodromi
Un'importante azione di quello che a lungo è rimasto l'unico partito politico arabo di massa fu svolta anche da Zakī al-Arsūzī di Alessandretta: un alawita siriano che espose un programma irredentistico per la sua città (che, in base agli accordi di pace nel primo dopoguerra, era stata attribuita alla neo-costituita Repubblica di Turchia), in nome di un ideale panarabo che poi si travaserà nel programma del partito Baʿth.
La dimensione non confessionale del partito è sottolineata proprio dalla eterogeneità religiosa dei tre fondatori: alawita al-Arsūzī, cristiano ortodosso ʿAflaq e musulmano sunnita al-Bīṭār così come Akram al-Ḥurānī che più tardi raggiungerà il gruppo e sarà il responsabile dell'aggiunta dell'aggettivo “socialista”. Nel 1939 al-Arsūzī divise il suo movimento in due branche: una definita "Partito Nazionalista Arabo" e l'altra, con impronta eminentemente culturale, chiamata appunto Baʿth.
Interessante è ricordare come le letture preferite di ʿAflaq e al-Bīṭār fossero state a Parigi (dove entrambi si trovarono a studiare dal 1929 alla Sorbona) tanto Nietzsche quanto Giuseppe Mazzini, Karl Marx, Friedrich Engels, Lenin, André Gide e Romain Rolland. Tornati in Siria e avviata la loro professione di docenti di scuola media superiore, è meritevole di menzione il loro avvicinamento ai dibattiti stimolati del Partito Comunista Siriano.
Questa intesa cessò però dopo la costituzione del Fronte Popolare in Francia (1936), con la mancata restaurazione dei conculcati diritti del popolo siriano e con la subordinazione di fatto dei comunisti siriani ai loro “fratelli” francesi, senza dimenticare le responsabilità della stessa Unione Sovietica che abbandonava in quegli anni gli ideali della “solidarietà” internazionale per una maggior attenzione nei confronti delle dinamiche del nazionalismo.

### La nascita
Nel 1940 nasce il Baʿth ma le sue dimensioni sono ancora trascurabili tre anni dopo allorché, per ammissione stessa di ʿAflaq al I congresso del partito nel 1947, i membri regolari partecipanti erano appena una decina, per giungere alla rispettabile cifra di 4.500 solo nel 1952 grazie all'ingresso nel partito di un buon numero di studenti, di insegnanti, di avvocati e di medici.
Nel novembre di quell'anno il Baʿth si fonde con il Partito Socialista Arabo di Akram al-Ḥurānī, un siriano di Hamā di estrazione sociale particolarmente disagiata (ʿAflaq e al-Bīṭār provenivano invece da famiglie di medio-piccoli possidenti e commercianti, tant'è vero che Bītār aveva avuto un nonno alto dignitario religioso, assai rinomato al Cairo e a Istanbul, le due più importanti città islamiche del tempo). Akram al-Ḥurānī portava in dote un gran numero di iscritti provenienti dalla classe contadina e, già nel primo convegno da lui organizzato nel 1952 ad Aleppo per tutelare gli interessi degli agricoltori, i partecipanti simpatizzanti erano già 40.000.
Ḥurānī veniva da una lunga militanza nelle file del Partito Socialista Siriano, organizzazione assai peculiarmente “socialista”, molto forte nel vicino Libano in cui l'aveva fondata Antūn Saʿdeh che sarà più tardi impiccato dalle autorità francesi. Dopo questa militanza Ḥurānī era stato animatore di un piccolo partitino fondato dal cugino ʿUthmān (il Partito della Gioventù - Ḥizb al-shabāb). Fu per affinità ideologiche ma anche per la sua capacità di galvanizzare le masse e per il seguito di cui godeva all'interno del mondo contadino che la fusione ebbe luogo nel 1952 e, se il programma d'azione doveva rimanere essenzialmente quello del Baˁth, la denominazione di Partito Arabo della Rinascita si accrebbe però dell'aggettivo “socialista”.
Il direttivo fu costituito da 3 baʿthisti (lo stesso ʿAflaq, al-Bīṭār e al-Sayyid) mentre del Partito Socialista Arabo entravano lo stesso al-Ḥurānī e il cristiano ortodosso Antūn Maqdisī, professore universitario a Damasco.
Dopo la fusione, per tutti gli anni '50 si assiste all'allargamento della base di consenso in Siria, in Iraq e in Giordania ma, mentre in Siria e Giordania si avviavano lunghe e inconcludenti precisazioni ideologiche che indebolirono non poco il partito (giungendo a far definire tutto ciò “Babele” al noto studioso iracheno Hanna Batatu), in Iraq le basi ideologico-dottrinarie elaborate essenzialmente da ʿAflaq riscuotevano attenta udienza.
Occorre dire che il maggior ideologo del Baʿth era però in parte responsabile di questa confusione: nel suo pensiero si affrontano infatti, in modo non sempre esemplarmente chiaro, concezioni nazionalistiche, individualistico-illuministiche e democratico-radicaleggianti, di stampo quasi giacobino. Le parole d'ordine del Baʿth furono essenzialmente tre, riflesse fedelmente nel motto: “unità araba, libertà e socialismo”, dove l'espressione "unità araba" indicava il collegamento “inevitabile”, al di là delle contingenti contrapposizioni, fra le varie realtà presenti nei vari Paesi arabi mentre il termine “libertà” era da intendersi tanto in senso generale, per la nazione araba, quanto per l'individuo, come affrancamento dal bisogno e dallo sfruttamento. Maggiore attenzione merita invece l'ultima parola d'ordine: socialismo.
Si osserverà che il socialismo ebbe - ed abbia ancora - un significato per il movimento panarabo del tutto distante da quello elaborato in ambito marxista e semmai più vicino per alcuni aspetti a quello della Prima Internazionale SocialistaAl contrario del marxismo, il socialismo arabo non è collegato a una visione materialistica della vita e anzi il Baʿth si vantava di aver elaborato con la sua dottrina una sorta di socialismo “spirituale”, ripudiando ogni forma di lotta di classe, ritenuta un “fattore di divisione interna e di conflitti” giacché «tutte le differenze fra i figli [di questa nazione araba] sono incidentali e false», mentre l'ateismo era del tutto assente ed era tutelato il diritto all'eredità e alla libera iniziativa privata in campo economico: retaggi questi dell'Islam che considera la prima come uno dei pilastri della società civile e la seconda come forse la migliore attività dell'uomo (al-kāsib ḥabīb Allāh, ossia "chi guadagna è amato da Dio").

### IlBaʿthin Iraq
In Iraq l'ideologia baʿthista penetrò lentamente e con molta difficoltà, forse per la diversa struttura del paese rispetto a Siria e Giordania e per la diversa dialettica politica interna. Tra i personaggi più interessanti da ricordare, veri e propri pionieri del Baʿth iracheno, annoveriamo Fayez Ismāʿīl, non a caso un originario di Alessandretta che studiava all'Università di Baghdad, figlio di un artigiano alawita, nonché Wasfī al-Ghānim, uno studente universitario fratello di un baʿthista di un certo rilievo siriano: Wahīb al-Ghānim. Un terzo personaggio fu Sulaymān ʿĪsà, un poeta sunnita di Aleppo.
La branca irachena nasceva per terza, dopo quella siriana originaria (1947) e quella giordana, sorta nel 1949. Unità base era la firqa (divisione), con almeno 12 uomini. Due o più firqa costituivano una shuʿba (sezione) e 2 o più di esse originavano un firʿ (branca) che era composta in pratica dai responsabili degli affari amministrativi, culturali, del Lavoro, dello Sport e delle Finanze oltre che dai membri dell'Ufficio Politico. Al vertice era collocato il Decano (ʿAmīd).
Col tempo tale strutturazione cambiò alquanto, così come si articolarono meglio i rapporti fra le varie branche del partito all'interno del mondo arabo: essenzialmente in Siria, Giordania, Libano e Iraq stesso, ogni paese godendo di un Comando regionale e di un Segretario regionale mentre si andava fortemente ridimensionando la figura dell'ʿAmīd mentre ʿAflaq diventava Segretario Generale del Comando Nazionale, l'organismo che doveva coordinare i Comandi regionali.
Il partito svolse un ruolo tutto sommato minimo nel periodo di presidenza del gen. ʿAbd al-Karīm Qāsim, stretto fra l'ideale di un neutralismo socialisteggiante (tanto da godere dell'iniziale supporto del Partito Comunista Iracheno) e quello di un gruppo di politici, usciti vittoriosi con il colpo di Stato del 1958, favorevole ad un neutralismo isolazionista (Partito Nazional Democratico e il gen. ʿAbd al-Salām ʿĀrif).

#### IlBaʿthe ʿAbd al-Karīm Qāsim
Il partito partecipò al tentativo di assassinio di Qāsim dell'autunno del 1959 (cui prese parte il giovanissimo Saddam Hussein), nella convinzione di poter in tal modo imprimere una decisa accelerata al processo di costruzione di un'entità panaraba, di fatto rallentata da Qāsim dopo le iniziali espressioni verbali panarabe dei primi tempi. Non è troppo strano se del complotto furono preavvertiti elementi del vecchio partito di destra dell'Istiqlāl ed in special modo quel Siddīq Shanshal che era stato capo della propaganda di Rashīd ʿAlī al-Kaylānī nel 1941, che sembra certo abbia fornito i mezzi finanziari per l'impresa.
Il complotto naturalmente inveleniva i rapporti di Qāsim col Baʿth e faceva registrare nuovi consensi al Partito Comunista (in particolare lusinghieri successi si ebbero nelle elezioni scolastiche ed universitarie), cose tutte che rendevano inquieti i circoli panarabi non-qasemiani ed anti-comunisti, ritenuti a torto o a ragione ostili al panarabismo, e che, neppure troppo curiosamente, dovettero tuttavia subire i duri colpi dello stesso Qāsim.
Il Baʿth in quegli anni dovette ricostruirsi interamente. Perseguitati i militanti e imprigionati l'uno dopo l'altro, lo stesso Rikābī dovette rifugiarsi in Siria, lasciando le sorti del partito nelle mani di Hāzem Jawwād, cugino di Rikābī, presto affiancato da una triade: Fayṣal Ḥabīb al-Khayzārān, Ṭālib Shabīb (un ex-comunista) e ʿAlī Ṣāliḥ al-Saʿdī;, il vero ricostruttore del partito in quegli anni oscuri, che aveva militato nell'Istiqlāl. Curdo arabizzato, di religione sciita, egli guidò un Comando del partito Baʿth cui afferivano altre 7 persone di spicco, 4 sciiti e 3 sunniti (ivi compresi i 3 anzidetti personaggi), due dei quali già simpatizzanti dell'Istiqlāl.
Questa volta, per tentare di abbattere Qāsim, fu organizzato un piano con l'ausilio di militari, fra cui il generale a riposo Aḥmad Ḥasan al-Bakr (iscrittosi nel 1960), di 48 anni e già coinvolto, poco dopo il 1958, in un complotto contro Qāsim, proveniente da una famiglia che era in ottimi rapporti con i maggiori esponenti della tribù Begāt di Tikrīt. Assieme a lui il trentasettenne generale Ṣāliḥ Mahdī ʿAmmāsh (iscritto dal 1952) e ʿAbd al-Sattār ʿAbd al-Laṭīf (più tardi uscito dal partito per far parte del Governo di ʿAbd al-Rahmān ʿĀref).
Il complotto riuscì, grazie anche all'alleanza con ʿAbd al-Salām ʿĀrif, e Qāsim fu trucidato con 5.000 suoi sostenitori, facendo precedere il tutto dall'eliminazione di alcuni esponenti militari comunisti che si temeva avrebbero potuto reagire efficacemente al complotto (uccisione del generale dell'aviazione Jalāl al-Awqātī, superiore di ʿAmmāsh, esonerato e imprigionato pochi giorni prima del nuovo putsch). In base ad alcune rivelazioni (re Ḥusayn di Giordania a Muhammad Hassaneyn Haykal, direttore del quotidiano egiziano al-Ahrām) dietro il tutto la CIA non avrebbe svolto un ruolo insignificante.
Nel febbraio del 1963 i membri del partito Baʿth erano ormai non meno di 15 000 ma la gestione del potere non fu assolutamente esente da forme di acceso personalismo, come ebbe a denunciare lo stesso ʿAflaq, mentre saliva la fama di al-Saʿdī e del col. Mundhir al-Windāwī, guida di una cosiddetta “Guardia Nazionalista”, i cui organici crebbero in pochi mesi dalle 5.000 unità iniziali fino alle 34.000 dell'agosto 1963: vero strumento di repressione che riuscì rapidamente ad alienarsi le simpatie dei partiti e dei movimenti che avevano inizialmente veduto con favore il colpo di Stato del 1963.
La conflittualità peraltro non mancava neppure all'interno del partito e già l'ala militare si scontrava con l'ala civile, la mancanza di programmi aggravava il quadro d'insieme, una certa aria di “reazione” inquinava le coscienze laiche del partito (abrogazione delle norme di equiparazione fra uomini e donne in campo ereditario, perché “non in armonia con la sharīʿa”) mentre in situazione non dissimile versava la Siria, dove veniva di fatto eliminato politicamente il vecchio gruppo fondatore del partito. Iniziava così la parabola discendente del partito Baʿth.
Si cominciò a parlare di “sinistra” e “destra” del partito fra gli stessi aderenti. Polemiche virulente furono scatenate contro al-Saʿdī dai suoi avversari (peraltro sconfitti in un'elezione per il Congresso Regionale Iracheno) che giunsero ad accusare di “terrorismo psicologico” ʿAflaq (alleato all'ala militare di destra, anche se per al-Saʿdī gli avversari erano di “destra” tutti). Saʿdī si pronunciò a quel punto per un “marxismo” molto sui generis, dal momento che indubbie sono le sue responsabilità per l'eccidio di militanti comunisti e che tali dichiarazioni appaiono del tutto strumentali per vincere, con una consimile corrente siriana, le elezioni nel VI Congresso Nazionale, mettendo in disparte ʿAflaq e la sua corrente tradizionale classica). Cominciò a sgretolarsi il quadro d'insieme di un partito apparentemente in florida crescita, specie quando nel novembre 1963 nuove elezioni per il Comando Regionale iracheno furono imposte, armi alla mano, da un gruppo di ufficiali guidati dal col. al-Mahdawī e, al termine di questo nuovo “putsch nel putsch”, al-Saʿdī e alcuni fra i suoi più fedeli seguaci furono costretti letteralmente a prendere un aereo militare per un esilio a Madrid.

### La scissione
Nel 1966, il partito Baʿth originale si divise in due fazioni: una metà era guidata dai siriani, che rappresentavano la sinistra interna, favorevoli al socialismo arabo; un'altra metà era guidata dagli iracheni, che rappresentavano la destra interna e che erano più improntati su una forma araba di fascismo. Entrambe le fazioni del Ba'ath mantennero (e mantengono tuttora) lo stesso nome, ma con una accanita rivalità, tanto che la fazione siriana sostenne la Repubblica Islamica dell'Iran nella guerra Iran-Iraq.